# 乌利亚
乌利亚，是西班牙加泰罗尼亚赫罗纳省的一个市镇。总面积7平方公里，总人口1057人（2013年），人口密度145人/平方公里。